# Оймаша
Оймаша — нефтяное месторождение в Мангистауской области Казахстана, на полуострове Мангышлак. Относится к Южно-Мангышлакской нефтегазоносной области.
Открыто в 1980 году. Залежи на глубине 3,1 — 3,7 км. Продуктивны отложения среднего палеозоя, триаса и нижней юры. Дебит нефти 80 т/сут. Плотность нефти 834 кг/м³, содержание серы 0,1 — 0,3 %, парафина 13,3 %, смолы 2,6 %.
Начальные запасы нефти — 20 млн тонн.
В настоящее время разработку месторождения ведёт компания ОАО «Мангистаумунайгаз».